# Альтенхаузен
Альтенхаузен (нем. Altenhausen) — община в Германии, в земле Саксония-Анхальт. 
Входит в состав района Оре. Подчиняется управлению Беферспринг.  Население составляет 1099 человек (на 31 декабря 2010 года). Занимает площадь 16,19 км².